# Warhead (groupe allemand)
Pour les articles homonymes, voir Warhead.
Warhead est un groupe allemand de thrash metal, originaire d'Osnabrück, actif entre 1993 et 2010.

## Histoire
Warhead est formé en octobre 1993 par Peter Breitenbach (batterie, ex-Grave Digger), Benjamin zur Heide (basse) et Björn Eilen (guitare et chant). Musicalement, le trio s'oriente vers le metal américain et le « Bay Area thrash » des années 1980, sous l'influence de groupes comme Metallica, Testament, Savatage, Metal Church ou Slayer.
En 1995, Warhead enregistre sa première et unique démo au Crownhill Studio de Düsseldorf. Elle est distribuée par la société de vente par correspondance EMP et se vend à plus de 500 exemplaires. En octobre 1996, les enregistrements du premier album Good Part for Each sont réalisés au studio d'enregistrement Lulis à Osnabrück, puis mixés au studio Crownhill. Après la signature d'un contrat d'enregistrement avec High Gain Records de Leverkusen, l'album sort en août 1997. Le groupe effectue ensuite une courte tournée avec Grave Digger.
Après la résiliation du contrat avec High Gain Records, Warhead enregistre son deuxième album Perfect/Infect au studio Crownhill en 1998. Une fois l'enregistrement terminé, le groupe joue en première partie de U.D.O. lors de la tournée No Limits en Allemagne, avec des incursions en République tchèque et en Autriche. Fin 1998, le groupe a conclu un nouveau contrat de disque avec Modern Music Records/Noise Records à Berlin. En avril 1999, l'album Perfect/Infect sort dans le monde entier.
Le 10 janvier 2000, Warhead joue un concert à la Zeche Bochum avec Grave Digger, qui est retransmis en direct sur Internet par le magazine Rock Hard. Un mois plus tard, le troisième opus, Beyond Recall, sort sur Modern Music Records. Ce album-concept raconte l'histoire d'un condamné à mort qui attend son exécution dans le couloir de la mort. Selon les déclarations du groupe lors de nombreuses interviews, l'album s'inspire du drame cinématographique Dead Man Walking de Tim Robbin et du documentaire Leben und Sterben im Todestrakt de la journaliste suisse Margrit Sprecher. À la demande du chanteur et guitariste Björn Eilen, le trio s'élargit au guitariste Florian Albers (de Münster). Eilen se concentre dès lors sur son activité de chanteur.
En avril 2000, le groupe effectue sa première tournée en tête d'affiche. Peu après, Björn Eilen quitte le groupe. En avril 2001, Warhead sort un enregistrement live d'un concert de la tournée U.D.O. de 1998 sous le titre Live in München (Official Bootleg), qui est distribué exclusivement via leur propre site internet. En 2004, Florian Albers quitte à nouveau le groupe. En janvier 2005, après de longues années de recherche, Warhead trouve un nouveau chanteur en la personne de Michael Müller de Dortmund et en juillet 2005 un nouveau guitariste en la personne de Stefan Rolf de Kassel. Benjamin zur Heide quitte le groupe pour des raisons professionnelles et est remplacé à la basse par Stefan Timm.
Le 20 juillet 2007, Captured, le quatrième album studio, sort,,. Pour la première fois, Peter Breitenbach est le principal responsable de la production. À quelques exceptions près, les chansons sont également écrites par Breitenbach. En décembre 2007, Warhead remonte sur scène pour la première fois depuis sept ans. Outre quelques concerts isolés, le groupe joue dans le nord de l'Allemagne en première partie de Beatallica ; le chanteur Michael Müller ne peut y participer pour des raisons professionnelles. En tant que chanteur invité, Matthias Köpke rejoint le groupe de manière transitoire. En juin 2008, Müller revient dans le groupe.
À l'occasion des 15 ans du groupe, un enregistrement live de la tournée Beyond Recall est publié le 26 septembre 2008, Hour of Death - Live 2000,. Le 3 octobre 2008, le 15th Anniversary-Show a lieu au centre culturel et événementiel « Lagerhalle » à Osnabrück. Le concert est enregistré par une équipe de tournage. Fin 2008, le bassiste Stefan Timm quitte le groupe et est remplacé par Phileas Holweck à partir d'avril 2009. Le 4 septembre 2009, Warhead sort son premier DVD sous le titre 15th Anniversary Double DVD. À l'occasion de cette sortie, le groupe se lance dans une courte tournée en tête d'affiche dans le nord de l'Allemagne, à la suite de laquelle le groupe se sépare à nouveau de son bassiste Phileas Holweck à la fin de l'année en raison de divergences musicales.
Depuis le début de l'année 2010, le groupe est en sommeil. 

## Discographie
- 1995 : Warhead (démo)
- 1997 : Good Part for Each
- 1999 : Perfect/Infect
- 2000 : Beyond Recall
- 2001 : Live in München (bootleg officiel)
- 2007 : Captured
- 2008 : Hour of Death - Live 2000
- 2009 : 15th Anniversary (double-DVD)